# Soufiane Messeguem
Soufiane Messeguem (* 5. Februar 2001 in Coburg) ist ein deutscher Fußballspieler. Der Mittelfeldspieler steht beim Académico de Viseu FC in der Liga Portugal 2 unter Vertrag.

## Karriere

### Im Verein
Messeguem wuchs in Magdeburg auf und begann dort in jungen Jahren beim MSV Börde mit dem Fußballspielen. Schnell wechselte er jedoch zum größten Fußballverein der Landeshauptstadt, dem 1. FC Magdeburg. Dort durchlief er weitere Jugendmannschaften, ehe er 2016 ins Nachwuchsleistungszentrum des Bundesligisten VfL Wolfsburg wechselte, wo er die weiteren Jugendmannschaften durchlief. Während der Saison 2017/18 war er Stammspieler bei den Wolfsburgern in der U17-Bundesliga, in den folgenden beiden Jahren war er ebenfalls Stammspieler in der U19-Bundesliga. Am 23. Spieltag der Saison 2019/20 gehörte Messeguem auch erstmals zum Kader der 2. Herrenmannschaft in der Regionalliga Nord, kam beim 4:2-Sieg gegen Eintracht Norderstedt allerdings nicht zum Einsatz. Während der Saison 2020/21 wurde er fest in den Kader der 2. Mannschaft integriert. So gab er am 18. September 2020 beim 3:2-Sieg gegen den HSC Hannover sein Debüt in der Regionalliga Nord. Er blieb in den folgenden Spielen Stammspieler im Offensiven Mittelfeld seiner Mannschaft, ehe die Saison im Oktober 2020 aufgrund der COVID-19-Pandemie zunächst unter- und später abgebrochen wurde.
Zur Saison 2021/22 wechselte Messeguem schließlich ablösefrei zum FC Erzgebirge Aue in die 2. Fußball-Bundesliga. Dort gab er am 1. Spieltag beim 0:0-Unentschieden gegen den 1. FC Nürnberg direkt sein Debüt für die Veilchen, als er in der 46. Spielminute für Omar Sijaric eingewechselt wurde. Schnell entwickelte sich Messeguem in der Auer Mannschaft zum Stammspieler. Allerdings war er auch einer der unfairsten Spieler der Saison: Sowohl beim 1:1-Unentschieden gegen den Hamburger SV am 1. Oktober 2021 als auch bei der 2:3-Niederlage gegen Holstein Kiel am 11. Februar 2022 wurde er wegen eines groben Foulspiels des Feldes verwiesen. Hinzu kam eine Gelbsperre, sodass er insgesamt 8 Spiele gesperrt verpasste. Er war der einzige Spieler der Saison, der zwei glattrote Karten bekam, und nach Klaus Gjasula der zweitunfairste Spieler nach Punkten. Insgesamt kam Messeguem so in 21 Ligaspielen zum Einsatz, konnte dabei jedoch kein Tor erzielen. Am Saisonende stieg er mit Aue 17. der Tabelle in die 3. Liga ab.
Im Juli 2022 wechselte Messeguem zum portugiesischen Zweitligisten Academico de Viseu, bei dem er einen Vierjahresvertrag abschloss. Die ersten Spiele der Saison verpasste er jedoch aufgrund eines Außenbandanrisses, den er sich noch in der Vorsaison zugezogen hatte. So debütierte er schließlich am 12. September 2022 bei der 1:2-Niederlage gegen den CF Estrela Amadora. Auch in Portugal konnte Messeguem schnell zum Stammspieler im Zentralen Mittelfeld seiner Mannschaft avancieren. Seine ersten beiden Tore für den neuen Verein konnte er beim 4:1-Sieg im Ligapokal gegen den CD Tondela erzielen. Im Ligapokal konnte Messeguem mit seiner Mannschaft generell überzeugen: So konnten sie das Halbfinale gegen den FC Porto erreichen, nachdem sie vorher mehrere Erstligisten besiegt hatten.

### In der Nationalmannschaft
Messeguem kommt auch regelmäßig für deutsche Nachwuchsnationalmannschaften zum Einsatz. 2018 gab er sein Debüt für die U18-Nationalmannschaft beim 1:0-Sieg gegen die U21-Nationalmannschaft Zyperns am 15. November 2018, als er in der 2. Halbzeit zum Einsatz kam. Insgesamt kam er im Frühjahr 2019 noch auf drei weitere Einsätze für die U18-Nationalmannschaft, jedoch nur in Freundschaftsspielen. Am 4. September 2019 gab er schließlich sein Debüt in der U-19-Nationalmannschaft beim 1:1-Unentschieden gegen Spanien. Für die Mannschaft kam er noch einige weiter Male zum Einsatz, so gab er auch sein Pflichtspieldebüt beim 9:2-Sieg gegen die U19 von Belarus am 12. Oktober 2019 in der U19-EM-Qualifikation. 2020 gab Messeguem beim 3:1-Sieg gegen die Schweiz sein Debüt für die U20-Nationalmannschaft. Auch in den folgenden Jahren wurde Messeguem weiter für die U-20-Nationalmannschaft nominiert, im März 2022 war er beim 1:1-Unentschieden gegen Italien und bei der 1:3-Niederlage gegen England in der Elite Liga sogar Kapitän seiner Mannschaft.